# Rafael Əmirbəyov
Rafael Əmirbəyov (ur. 23 lutego 1976 w Qusar, Azerbejdżan) – azerski piłkarz grający na pozycji obrońcy.